# Nočno znojenje
Nočno znojenje je izločanje znoja med spanjem. Čezmerno nočno potenje se lahko pojavi zaradi previsoke temperature v prostoru ali predebele posteljnine. Kadar pa ni povezano s previsokimi temperaturami v okolju in če se kljub temu pojavijo med spanjem hudi oblivi znoja, ki povzročijo zmočenje obleke in posteljnine, lahko gre za bolezenski znak. Vendar pa v večini primerov ne gre za nevarno bolezensko stanje.

## Vzroki
Možni vzroki nočnega potenja so med drugim:
- hormonske motnje, kot so menopavza,[4][5] hipertiroidizem, sladkorna bolezen, endokrini tumorji (feokromocitom, karcinoid), orhidektomija ...;[6]
- okužbe, najpogosteje tuberkuloza[1], lahko tudi endokarditis, osteomielitis, ognojki, HIV/aids itd.;[3]
- limfom, levkemija;[7][8]
- jemanje nekaterih zdravil (na primer antidepresivov, hormonskih zdravil, nekaterih zdravil za zdravljenje sladkorne bolezni);[9]
- sindrom obstruktivne dispneje;[6]
- gastroezofagealna refluksna bolezen;[6]
- sindrom kronične utrujenosti;[6]
- fibromialgija;
- granulomatozna bolezen;[6]
- kronična eozinofilna pljučnica;[6]
- limfoidna hiperplazija;[6]
- diabetes insipidus;[6]
- prinzmetalova angina;[6]
- anksioznost;[6]
- nosečnost;[6]